# Протока Ліндгольма
54°20′00″ пн. ш. 137°36′00″ сх. д. / 54.33333333° пн. ш. 137.6° сх. д.
Протока Ліндгольма (рос. пролив Линдгольма) — протока в південно-західній частині Охотського моря біля побережжя Тугуро-Чуміканського району Хабаровського краю Російської Федерації, що відокремлює Шантарські острови Біличий і Малий Шантар від Тугурського півострова. Описана у 1885 році офіцерами гвинтового кліпера «Абрек» і названа іменем капітана китобійних суден Отто Ліндгольма.
Береги протоки високі. Глибина — 32—40 м.